# 犬塚站

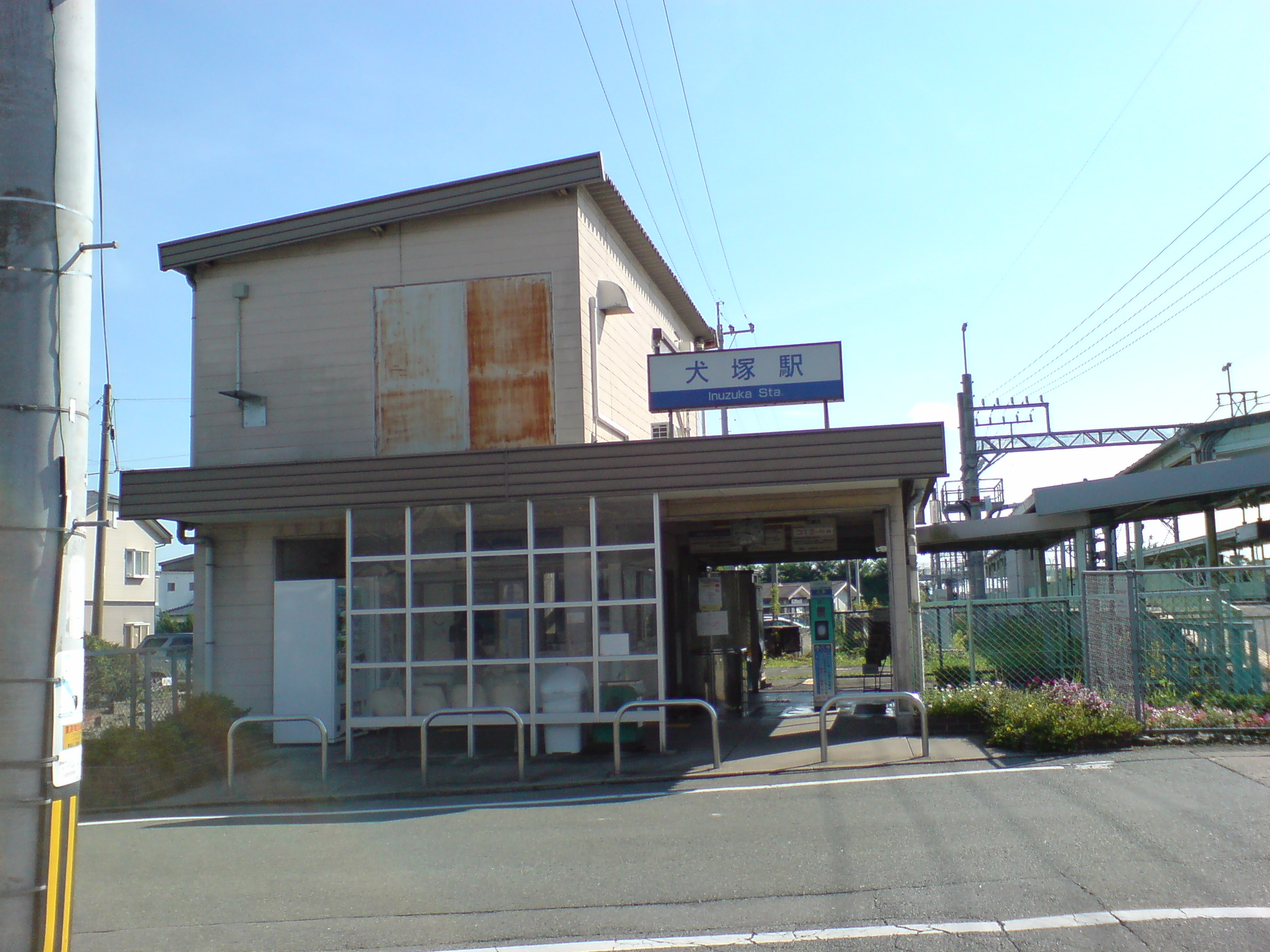
東口(2008年8月)

犬塚站（日语：／ Inuzuka eki */?）是位於福岡縣久留米市三瀦町玉滿，西日本鐵道（西鐵）的天神大牟田線車站。車站編號為T34。車站位於久留米市西南端。在2015年8月1日起，車站新設西出口，共有東西出口兩處。站前設有的士站、上蓋免費單車停泊場、車輛接送的迴旋路、巴士站（社區巴士）（連接城島町內）。

## 歷史
- 1937年（昭和12年）10月1日 - 車站啟用。
- 1966年（昭和41年） - 翻新車站大樓。
- 2008年（平成20年）5月18日 - 此站開始可以使用IC卡nimoca。
- 2015年（平成27年）8月1日 - 開設西出口。西出口設有2台自動閘機（日语：自動改札機），1台售票機，東出口設有遠隔操作裝置。
- 2017年（平成29年）2月1日 - 此站引入車站編號[1]。
- 2021年（令和3年）4月1日 - 隨著引入中央控制行車，整日成為無人車站[2][3]。

## 車站構造
車站是一座地面車站，設有2面2線的相對式月台。在成為雙線鐵路前，此站設有1面2線的島式月台。另外，車站靠近福岡一方設有維護車輛專用的引込線（犬塚作業區）。此站是有人車站。
在2015年8月1日起，此站增設西出口。在西出口外設有站前廣場和單車停泊場，方便乘客乘車。福岡（天神）、久留米方向可使用西出口，柳川、大牟田方向可使用東出口。
日間部分普通電車行走於大牟田至甘木之間。在1997年1月15日，三瀦至大溝之間成為雙線鐵路前，犬塚站前後區間為單線鐵路區間。當時犬塚設有折返列車班次，在大牟田線行走的列車路線牌上設有「急行 犬塚」和「普通 犬塚」，現時已經沒有這些顯示牌。

### 月台
| 月台 | 路線          | 上下行 | 方向                     | 備註 |
| ---- | ------------- | ------ | ------------------------ | ---- |
| 1    | ■天神大牟田線 | 下行   | 柳川、大牟田方向         |      |
| 2    | ■天神大牟田線 | 上行   | 久留米、福岡（天神）方向 |      |

## 使用狀況
在2019年度，1日平均上下車人次為1,083人。
以下為各年度1日平均使用人次列表：
| 年度   | 1日平均 乘車人次 | 1日平均 上下車人次 |
| ------ | ---------------- | ------------------ |
| 2007年 | 636              | 1,263              |
| 2008年 | 590              | 1,184              |
| 2009年 | 540              | 1,082              |
| 2010年 | 529              | 1,066              |
| 2011年 | 511              | 1,031              |
| 2012年 |                  | 953                |
| 2013年 |                  | 961                |
| 2014年 |                  | 964                |
| 2015年 |                  | 982                |
| 2016年 |                  | 1,045              |
| 2017年 |                  | 1,025              |
| 2018年 |                  | 1,063              |
| 2019年 |                  | 1,083              |

## 車站周邊
在早上和黃昏時段會有許多私家車接送。車站附近多數為居民和公寓。
站前設有大型停車場、免費單車停泊場和寄道巴士（社區巴士）巴士站（連接城島町內）。
- 森山的士
- 犬塚進學教室
- 水沼之里2000年紀念之森公園
- 三瀦綜合福祉中心「YuuYuu」
- 醫療法人白壽會 安本醫院
- 三瀦町農業協同組合（日语：三潴町農業協同組合）犬塚購買店、物料整合中心
- 折扣店　direx（日语：ダイレックス）三瀦店
- 佐賀銀行（日语：佐賀銀行）
- 丸共（日语：マルキョウ）三瀦店
- 醫療法人三幸會 Hysia齒科
- 西松屋（日语：西松屋）久留米三瀦店
- 折扣Cosmos三瀦店
- 久留米市立三瀦圖書館
- 久留米市立犬塚小學
- 三瀦高等學校（日语：福岡県立三潴高等学校）
- 犬塚保育所
- 犬塚變電站
- 三瀦綜合體育館

## 相鄰車站
西日本鐵道
■天神大牟田線
■特急、■急行
通過
■普通
三瀦（T33）－犬塚（T34）－大溝（T35）

## 注腳
1. ↑   (PDF). 西日本鐵道. 2017-01-24  [2017年3月20日]. （原始内容存档 (PDF)于2020-07-28） （日语）.
2. ↑   (PDF) (新闻稿). 西日本鉄道広報部. 2021-03-19  [2021-03-19]. （原始内容 (PDF)存档于2021-03-19） （日语）.
3. ↑   (PDF) (新闻稿). 西日本鉄道広報部. 2020-08-28  [2020-08-28]. （原始内容 (PDF)存档于2020-08-28） （日语）.
4. 1 2  . 西日本鉄道株式会社.   [2021-01-14]. （原始内容存档于2021-01-29） （日语）.

## 外部連結
- 犬塚站（西鐵沿線web） （页面存档备份，存于）（日語）